# Association malienne d'éveil au développement durable
 (octobre 2011).
Si vous disposez d'ouvrages ou d'articles de référence ou si vous connaissez des sites web de qualité traitant du thème abordé ici, merci de compléter l'article en donnant les références utiles à sa vérifiabilité et en les liant à la section « Notes et références ».

L’Association malienne d’éveil au développement durable est une association loi de 1901 de droit malien créée en 1998. 

## Fonctionnement
Son directeur est Bougouna Sogoba. Cette ONG œuvre dans les trois domaines du développement durable : 
- l’économie avec son département développement économique ;
- social avec son département social empowerment ;
- écologique avec son département maitrise des ressources de la nature[1].

Les actions menées comprennent :
- alphabétisation
- développement d’agrocarburant locaux
- diffusions de semences et de techniques agronomiques améliorées
- transformation et traitements post récolte
- appuie au collectivités, groupements féminins...

### Partenaires
- Institut international de recherche sur les cultures des zones tropicales semi-arides
- Fondation franco-japonaise Sasakawa
- Groupe énergies renouvelables, environnement et solidarités[2]